# 三才 (長野市)
三才（さんさい）は、長野県長野市北東部の地区（大字）。
本項では、大字三才から分かれた西三才についても扱う。
全域が、長野市役所古里支所の管内である。

## 概要
地域の中央部をしなの鉄道北しなの線がほぼ南北に走り、大字三才と西三才との境付近に三才駅が置かれている。地域の西端を北陸新幹線がかすめる。
まるで年齢のような「三才」という地名の由来は史料には見当たらないが、近隣には平安時代に桐原牧などの牧場があり、馬は3歳で一人前になることに関係するという口伝がある。三才駅では3歳を迎えた子供を連れた家族が制帽を借りて記念撮影をする姿が見られるほか、名古屋市の「ラシック」3周年広告や創価学会のCMで使用されたこともある。

## 沿革
- 1888年（明治21年）5月1日 - 信越本線（長野〜関山＝現 しなの鉄道北しなの線）が開通し村内を貫くが、当初駅は置かれなかった
- 1889年（明治22年）4月1日 - 町村制施行。上水内郡三才村は、同郡富竹村・金箱村・上駒沢村・下駒沢村と合併し古里村となる
- 1954年（昭和29年）4月1日 - 上水内郡古里村、同郡朝陽村・柳原村・若槻村・浅川村・長沼村・安茂里村・小田切村・芋井村・大豆島村とともに長野市に編入。旧三才村域は大字三才となる
- 1958年（昭和33年）1月8日 - 地区内を走る信越本線（当時）に、三才駅が設置される
- 1971年（昭和46年）10月21日 - 大字三才から分かれて、西三才が発足
- 2014年（平成26年）4月27日 - 大字三才に、長野市北部スポーツ・レクリエーションパークが開園

## 三才
三才（さんさい）は、三才地域の北部の大半を占める地区（大字）。郵便番号は381-0081。
地区中央部をしなの鉄道北しなの線と長野県道399号長野豊野線が南北に並走し、地区南端の三才駅付近で長野県道372号三才大豆島中御所線が分かれる。地区東端には北陸新幹線（長野以北開業までは回送線）がかすめている。
周囲は以下の大字・町丁と接する。
宅地は地区中央部の古くからの集落と、地区南西部の三才駅付近に固まっており、残る大部分は農地である。
地区内の人口および世帯数は、471世帯 1,124人（令和5年3月1日現在）。

### 交通
鉄道

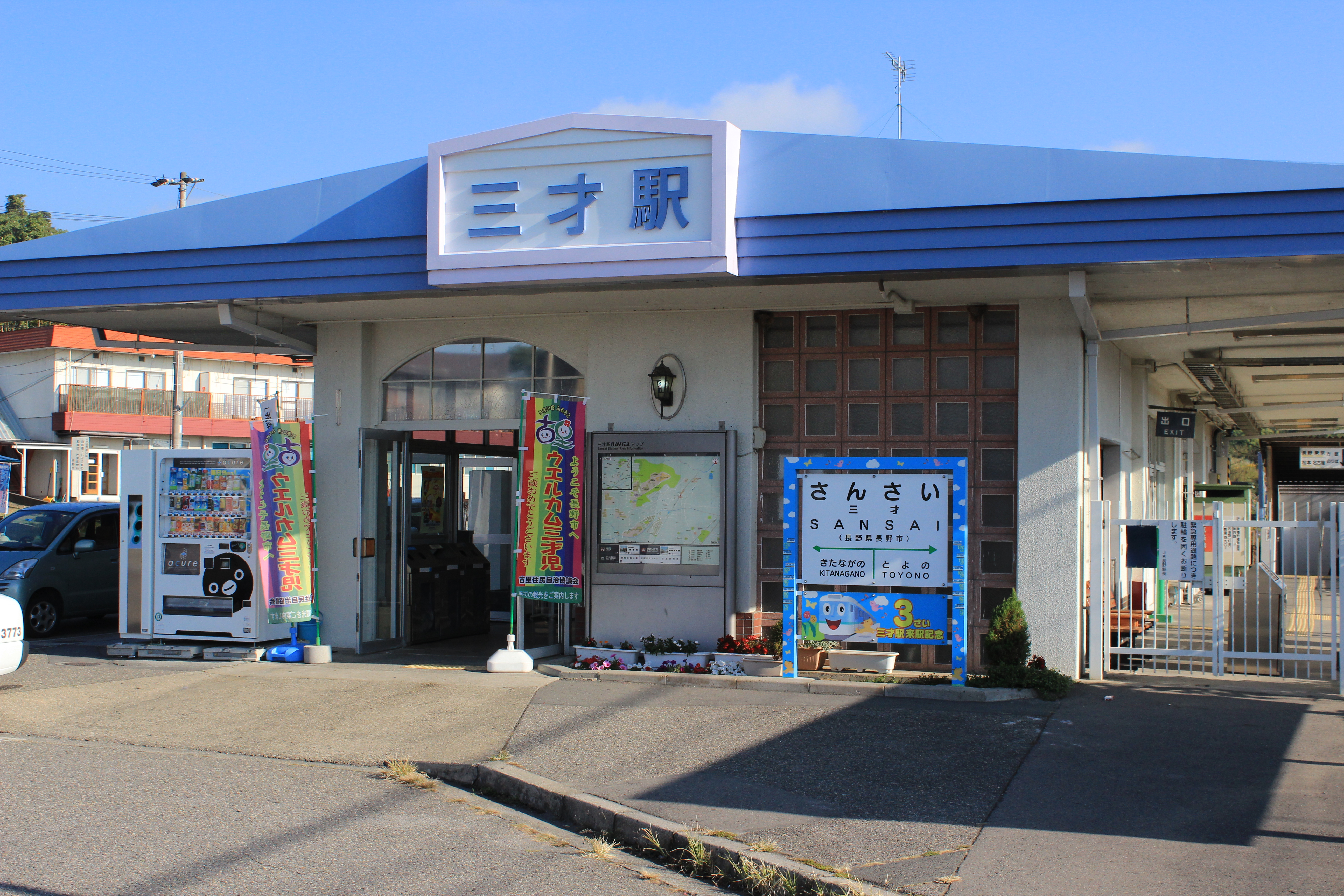
三才駅。駅前に3歳児記念撮影用の駅名標が立つ。

地区内にしなの鉄道三才駅があり、以下の路線が利用できる。
- しなの鉄道
  - ■北しなの線
  - ■JR飯山線直通列車

路線バス
地区内の長野県道399号長野豊野線などを走る、長電バス・長野市営バスの以下の路線系統が利用できる。
- 長電バス
  - 63 長野駅 - 宇木 - 三才駅 - 市民病院 - 柳原
  - 161 浅川西条 - 三才駅 - 市民病院 - 柳原
  - 64 長野駅 - 檀田 - 三才駅 - 市民病院 - 柳原
- 長野市営バス（豊野地区）
  - 川谷線 三才駅 - りんごの湯 - 豊野駅北口 - 浅野駅西団地 - 入大倉
  - 二ツ石線 三才駅 - りんごの湯 - 豊野駅北口 - 浅野西 - 大方

### 施設
- しなの鉄道三才駅
- 長野市北部スポーツ・レクリエーションパーク
- 三才諏訪神社
- 三才神社跡
- 浄専寺

## 西三才
西三才（にしさんさい）は、三才地区南西部の地区。郵便番号は381-0083。
地区東端にしなの鉄道北しなの線と長野県道399号長野豊野線が南北に並走し、地区北東の大字三才との境に三才駅が置かれている。
地区南端には駒沢川が流れ、北端は東長野病院や清泉大学短期大学部などが乗る崖となっている。
周囲は以下の大字・町丁と接する。
地区のほぼ全域が三才駅前に拓かれた分譲住宅地であり、一戸建てが整然と並んでいる。
地区北西部から斜面を上ると、昭和の森公園・清泉女学院短期大学・東長野病院など（上野二丁目）にアクセスできる。
地区内の人口および世帯数は、417世帯 947人（令和5年3月1日現在）。

### 交通
鉄道
地区北東端に面するしなの鉄道三才駅（大字三才）が利用できる。
路線バス
地区内の長野県道399号長野豊野線を走る、長電バスの以下の路線系統が利用できる。
- 長電バス
  - 63 長野駅 - 宇木 - 三才駅 - 市民病院 - 柳原
  - 161 浅川西条 - 三才駅 - 市民病院 - 柳原
  - 64 長野駅 - 檀田 - 三才駅 - 市民病院 - 柳原

### 施設
- 八十二銀行 吉田支店三才出張所 - 2016年（平成28年）8月29日に窓口業務を吉田支店（吉田三丁目）内に移転し（ブランチインブランチ）、当地ではATMのみ営業している[3]。
- 西三才神社
- 大塚古墳